# Cubío
Un cubío es un covacho natural o artificial utilizado en el pasado como frigorífico para natar la leche y conservar los productos elaborados con ella a modo de fresquera. Se localizan principalmente en la zona pasiega de Cantabria y del extremo norte de la provincia de Burgos (España). En la actualidad la mayoría de ellos se encuentran abandonados o en estado ruinoso.
En su construcción se solía aprovechar la orografía del relieve calcáreo como parte de su estructura constructiva, apareciendo algunos semienterrados y rematándose con grandes lajas de piedra caliza. Se levantaban en  lugares donde se detectaba oruna, nombre con el que denomina a la corriente de aire frío que sale de las fisuras del subsuelo.
Hay que tener en cuenta que la pasieguería está dominada por un relieve kárstico, con numerosas cuevas, dolinas, simas y cavidades subterráneas que hace que existan agujeros sopladores que entran en funcionamiento en los lapiaces. Estos tubos de viento eran los lugares propicios en donde construir cubíos y poder conservar así los alimentos.